# Односи Југославије и Кине
Односи Југославије и Кине су били историјски спољни односи између Кине и СФР Југославије. Током дугог периода током Хладног рата Кина је била критична према перципираном претераном либерализму, претераној сарадњи са Западним блоком и тржишном социјализму Југославије, па су кинески комунисти оптуживали југословенске комунисте да су ревизионисти, док су југословенски комунисти оптуживали кинеске комунисте да су догматичари. Али добри односи између обе социјалистичке државе обновљени су крајем шездесетих година 20. века, и још више побољшани од кинеско-албанског раскола (добри односи који су постојали између Кине и Албаније замрзнути су од 1972. и дефинитивно су отказани 1978. године, узрок поменутог раскида је био то што су албански комунисти почели да сматрају кинеске комунисте ревизионистима), са трендом побољшања односа који су се наставили и са државама наследницама, посебно са Србијом. Осамдесетих година, спољна политика Денг Сјаопинга је личила на југословенски став несврстаности и неконфронтације, а посебно након Ху Јаобангове процене принципа Јосипа Броза Тита о независности и једнакости међу свим комунистичким партијама и супротстављању империјализму, колонијализму и хегемонизму. Свих шест бивших југословенских република имају меморандуме о разумевању са Кином о иницијативи Појас и пут.

## Историјат
Будући да Југославија и Кина пре Другог светског рата нису имале никакве званичне односе, када је 1949. формирана Народна Република Кина, Југославија није морала да прекида везе с владом Чанг Кај Шека или да ускраћује признање његовом режиму. Једноставно је признала владу Народне Републике Кине у Пекингу као једину владу кинеског народа.
У кратком и непосредном периоду након раскола Тито-Стаљин 1948. и након Грађанског рата у Кини и Кинеске комунистичке револуције 1949. године, југословенски комунисти су Кину гледали као на револуционарног савезника у одбрани марксизма-лењинизма од совјетског „ревизионизма“. Нова НР Кина је у јесен 1949. одбила понуду Београда да успостави дипломатске односе и усвојила антијугословенски став Коминформа. Кинески став се променио 1955. након Стаљинове смрти када је Мао Цедунг дочекао делегацију КПЈ и самокритично се извинио за лоше односе у прошлости и за „„времена када смо вас изневерили“.
Након кинеско-совјетског раскола крајем 1960-их, Пекинг је позвао Народну Републику Албанију да ублажи своје критике према Југославији и да предложи стварање балканске зоне (заједно са Социјалистичком Републиком Румунијом ) да изазове совјетски утицај у региону.
Председник Југославије Јосип Броз Тито је први пут посетио Кину 1977. године, након чега је уследила узвратна посета кинеског премијера Хуа Гуофенга Југославији 1978. године.
Хуa Гуoфeнг је 1980. присуствовао сахрани Јосипа Броза Тита.
Председник СИВ-а Веселин Ђурановић је посетио Кину oд 16. до 20. oктoбрa 1980. гoдинe. У Кини су боравили председник Скупштине СФРЈ Раиф Диздаревић, председник Председништва СФРЈ Радован Влајковић и други.
Кинески председник Ли Сјенњен је посетио Југославију августа 1984. године. Ли Сјенњен је тада био проглашен почасним грађанином Београда.
Кинески премијер Џао Цијанг је боравио у Београду 1986. године угостио га је Бранко Микулић, осми по реду председник СИВ-а СФРЈ.
Након распада Југославије и Југословенских ратова судије Ли Хаопеи, Ванг Тиеја и Лију Дакун из Кине служили су у Међународном кривичном суду за бившу Југославију.
НР Кина је подржавала Савезну Републику Југославију током Косовског рата и противила се ваздушним нападима НАТО пакта на циљеве у Србији и Црној Гори. НР Кина је веровала да је Слободан Милошевић деловао да спречи отцепљење Косова од стране албанских сепаратиста из СРЈ, и на тај начин је подржала његове акције као очување територијалног интегритета СРЈ. Кина се противила интервенцији НАТО-а на Косову на основу тога што је поставио опасан преседан за који су кинески званичници веровали да би у будућности могао да погоди и Кину, уколико дође до немира у Тибету или Синђану, а затим резултовати бомбардовањем. Противљење НР Кине акцијама НАТО појачано је након бомбардовања кинеске амбасаде НР Кине у Београду током рата.